# Tricarico
Tricarico é uma comuna italiana da região da Basilicata, província de Matera, com cerca de 6.202 habitantes. Estende-se por uma área de 176 km², tendo uma densidade populacional de 35 hab/km². Faz fronteira com Albano di Lucania (PZ), Brindisi Montagna (PZ), Calciano, Grassano, Grottole, Irsina, San Chirico Nuovo (PZ), Tolve (PZ), Vaglio Basilicata (PZ).
Seu território não é contíguo, possuindo um exclave na província de Potenza, a Serra del Ponte, onde se situa o monte denominado Toppa Pizzuta (770 metros).

## Demografia
| Variação demográfica do município entre 1861 e 2011                               |
|                                                                                   |
| Fonte: Istituto Nazionale di Statistica (ISTAT) - Elaboração gráfica da Wikipedia |